# 上游新聞
上游新聞是中華人民共和國重庆日报报业集团開設的移动新闻客户端，成立於2015年11月18日，口號為“汇聚向上的力量”。上游新聞下设30多个新闻频道，後開通網頁版。
2019年1月7日，重庆日报报业集团将《重庆晚报》、《重庆晨报》、《重庆商报》等三张都市报的400余名业务人員以及慢新闻、上游财经（客户端）的采编人员遷移到上游新闻。
截至2019年6月，上游新闻下载量2000万，日均活跃用户150万，日均访问量超过600万人次，日均发稿量1500余条。

## 外部連結
- 官方网站